# Astragalus aemulans
Astragalus aemulans là một loài thực vật có hoa trong họ Đậu. Loài này được (Nevski) Gontsch. miêu tả khoa học đầu tiên.